# Dräxlmaier Group
Dräxlmaier Group, «Дрексльмайер груп» — немецкая компания, производитель комплектующих для автомобильной промышленности, в частности, электропроводки, электроники и аккумуляторов. Штаб-квартира расположена в Фильсбибурге (Бавария).

## История
Компанию основал Фриц Дрексльмайер в 1958 году для производства электропроводки и других комплектующих для микролитражного автомобиля Goggomobil, который выпускала компания его друга Hans Glas GmbH. В 1966 году Hans Glas была поглощена концерном BMW, который сохранил компанию Дрексльмайера в качестве поставщика. В следующем году был получен первый контакт от Audi, а в 1971 году — от Volkswagen. В 1974 году в Тунисе был открыт первый зарубежный завод, за ним последовали предприятия в США (1976 год) и Австрии (1978 год). В 1976 году также был открыт большой завод в Гайзенхаузене.
В 1990-х годах Dräxlmaier начала осваивать Восточную Европу: в 1990 году был открыт завод в Кроссен-на-Эльстере (бывшая ГДР), в 1993 году появились производственные филиалы в Венгрии, Чехии и Румынии. В 1996 году были открыты новые заводы в США и Мексике. С середины 1990-х годов компания начала поставлять не только отдельные комплектующие, но и целые системы, такие как приборные панели и двери. В 1998 году был поглощён производитель элементов интерьера автомобиля HIB Holzindustrie Bruchsal. В 2003 году в Шэньяне (КНР) была создана дочерняя компания Draexlmaier Automotive Components.
В 2007 году был открыт завод в Молдове, а в 2012 году начато строительство завода в Северной Македонии. В 2013 году начал работу новый завод в Лейпциге. В марте 2023 года в Тунисе были открыты научно-исследовательский центр и завод. В сентябре 2023 года в Лейпциге был открыт завод по производству 800-вольтных аккумуляторных батарей для электромобилей.

## Собственники и руководство
Dräxlmaier Group является семейной компанией и контролируется Фрицем Дрексльмайером, сыном основателя

## Деятельность
Компания производит такие автокомплектующие, как электропроводку, электрические и электронные компоненты (предохранители, разъёмы, датчики, системы внутреннего освещения), низковольтные и высоковольтные аккумуляторные батареи, двери, приборные панели и центральные консоли, а также различные детали из кожи, дерева, пластмассы и натуральных волокон. Основными клиентами являются Audi, BMW, Jaguar Land Rover, Maserati, Mercedes-Benz, MINI, Porsche и Volkswagen.
Производственные мощности в 2024 году насчитывали 55 заводов, из них 24 находились в Европе (Австрия, Великобритания, Германия, Молдова, Польша, Румыния, Северная Македония и Сербия), 12 — в Азии (Вьетнам, Индия, КНР, Малайзия и Таиланд), 12 — в Северной Америке (Мексика, Никарагуа и США) и 7 — в Африке (Египет, Тунис, ЮАР).